# یعربیه
یعربیه (به عربی: الیعربیة) یک شهرک در سوریه است که در استان حسکه واقع شده‌است. یعربیه در سرشماری سال ۲۰۰۴ ۶٬۰۶۶ نفر جمعیت داشته‌است.